# Ferdinand Ménard
Ferdinand Ménard est un architecte et maître d'œuvre français né le 5 juillet 1873 à Nantes et mort le 12 mars 1958 dans la même ville. On lui doit de nombreuses réalisations à La Baule-Escoublac dont l'hôtel Hermitage et le casino et un nombre important de villas. 

## Biographie
Ferdinand Marcel Jean Ménard naît à Nantes le 5 juillet 1873. Architecte, il est l'élève de Georges Lafont.
Il demeure à Nantes, place Royale, et à La Baule-Escoublac dans la villa Les Acanthes, boulevard Hennecart. Une avenue de La Baule porte son nom.
Il meurt le 12 mars 1958 à Nantes.

## Œuvre architecturale
Il est l'auteur d'un projet architectural pour la poste de La Baule-Escoublac qui n'est pas retenu, de la maison de repos Sainte-Marie-des-Anges — avenue des Érables — et surtout du casino voulu par François André et de l'hôtel Hermitage en 1925,,.
On lui doit également en 1927 les plans des tennis du casino de La Baule, avenue de Paris et du golf-club du Pouliguen — en collaboration avec Adrien Grave,. Avec Émile Le Bot, il dessine les plans des projets baulois ou nantais :
- la villa Les Abellias (vers 1913[8]) ;
- la villa Andresita (en 1904[9]) ;
- l’hôtel de voyageurs Atalante (vers 1910[10]) ;
- la villa Gaidik (vers 1910[11]) ;
- les villas jumelles Les Jacinthes et Les Tulipes (vers 1900[12]) ;
- la villa Ker Mag (vers 1910[13]) ;
- la villa Ker Ovren (vers 1900[14]) ;
- la villa Jeannette (vers 1900[15]) ;
- la villa Manon (vers 1900[16]) ;
- les maisons jumelles Margared et Frou-Frou (vers 1910[17]) ;
- la villa Marie François (en 1913[18]) ;
- la villa Massabielle (vers 1900[19]) ;
- la villa Men Hiol (vers 1913[20]) ;
- la villa Les Palmiers (vers 1914[21]) ;
- la villa Robert Suzon (en 1913[22]) ;
- la villa Saint-Yves (1913[23]) ;
- la villa Siébel (1900[24]) ;
- la villa Grégoria (vers 1905[25],[26]) ;
- l’hôtel Saint-Christophe (1913[27]).

Il conçoit également à La Baule :
- l’édifice sportif dit Tennis Country Club (en 1927[28]) ;
- la villa L'Accalmie[29] ;
- la villa Les Cigognes (vers 1925[30]) ;
- la villa Fernandita (en 1913[31]) ;
- la villa Ker Irène (1928[32]) ;
- la villa Maroja (1930, reprise d’une bâtisse de 1913[33]) ;
- la villa Myrtho (reprise d’une bâtisse de 1913[34]) ;
- la villa Les Paquerettes[35] ;
- la villa Les Sylphes[36] ;
- la villa Paul Olga[37] ;
- l'hôtel Les Sables d'Or (surélévation en 1929 d'un immeuble construite vers 1900[38]).

Vers 1930, il conçoit la maternité Auguste Broca construite par le docteur Dubois.
En 1934, il dessine les plans du presbytère de l’église Notre-Dame de La Baule, conçue, elle, par Paul Bougoüin.
Avec Émile Le Bot, il conçoit la salle des fêtes du Croisic en 1910 et le commerce Coiffure Laurent vers 1905 au Pouliguen.
Il dessine en outre les plans de la villa Jeannette à Nantes à partir de 1905, de la cité ouvrière du Bois à Noyant-la-Gravoyère, des cités ouvrières de Brèges et de Charmont à Nyoiseau,, de la cité ouvrière dite cité de Baugé ou cité des Mines à Segré et à La Baule des villas Massabielle et Ker Ovren.
Il transforme en 1929 la villa La Garidelle, construite par René Moreau (architecte à Moulins), qui devient alors le Castel Marie-Louise.